# وراثي (فلم)
وراثي (بالإنجليزية: Hereditary) فيلم رعب أمريكي خارق للطبيعة من كتابة وإخراج آري أستر ومن بطولة توني كوليت وأليكس وولف وميلي شابيرو وغابريل بيرن في دور عائلة يطاردها كائن غامض بعد وفاة جدتهم المتحفظة.
عُرض الفيلم لأول مرة في 21 يناير 2018 في قسم منتصف الليل من نسخة 2018 من مهرجان صاندانس السينمائي. وصدر لصالات السينما في الولايات المتحدة في 8 يونيو 2018. وحقق الفيلم نجاحًا كبيرًا على الصعيدين التجاري والنقدي حيث وصلت أرباحه إلى أكثر من 80 مليون دولار أمريكي وذلك مقابل ميزانية قدرها 10 ملايين دولار ليصبح بذلك فيلمَ شركةِ إيه 24 الذي حقق الإيرادات الأعلى على مستوى العالم.

## القصة
تعيش الفنانة آني غراهام في ولاية يوتا الأمريكية مع زوجها ستيف وابنهما بيتر البالغ من العمر 16 عامًا وابنتهما غريبة الأطوار تشارلي البالغة من العمر 13 عامًا. في جنازة والدتها المتحفظة إلين لي، تقرأ آني تأبينًا يشرح علاقتها المشحونة بوالدتها والحياة شديدة الخصوصية التي عاشتها الأخيرة. بعد أسبوع، يُبلَغ ستيف أن قبر إيلين قد دُنِّس، وتعتقد آني أنها قد رأت ظهورًا لإيلين في ورشتها. تكشف آني في مجموعة لدعم الثَكَالَى أن بقية أفراد عائلتها عانوا من أمراض عقلية أدت إلى وفاتهم وأن أمها إيلين كان لها دور مهم في تربية ابنتها تشارلي.
يكذب بيتر على أمه مدعيًّا أنه ذاهب إلى حدث مدرسي وهو في الحقيقة يقصد حضور حفلة مع رفاقه وتجبره آني على اصطحاب أخته تشارلي معه. تأكل تشارلي، التي تُركت في الحفلة دون مراقبة، كعكةً تحتوي على فول سوداني فتبدأ بالاختناف ويُغمى عليها مباشرة كونها تعاني من حساسية الفول السوداني. وبينما كان بيتر يقودها بسرعة عالية إلى المستشفى، تُخرج الطفلة رأسها من النافذة في محاولة يائسة لالتقاط الأنفاس وعندما ينحرف بيتر لتجنب بعض الغزلان التي كانت تعبر الطريق، يُقطع رأس تشارلي إثر ارتطامه بعمود هاتف على الرصيف. يقود بيتر وهو في حالة صدمة إلى المنزل ويترك تاركًا جثة تشارلي كما هي في السيارة. يعم الأسرة الحزن والأسف بعد جنازة تشارلي، وتزداد حدة التوترات بين آني وابنها بيتر كما تبدأ بمعاملة ستيف ببرود. ويتعذب بيتر من شبح تشارلي الذي يطارده أينما ذهب.
تصادق آني عضوةٌ في مجموعة الدعم تسمَّى جوان. تخبر آني جوان أنها كانت تعاني من اضطراب السير أثناء النوم وأنها استقظت في أحد المرات لتجد نفسها في غرفة نوم بيتر وهي وبيتر وتشارلي مغطون بمخفف طلاء وعود ثقاب بيدها وكأنها على وشك إحراقهم. تُعلِّم جوان آني كيفيةَ أداء جلسة استحضار أرواح لكي تتواصل مع تشارلي. وتقنع آني عائلتها بإقامة جلسة لاستحضار روح تشارلي. وتبدأ الأغراض في المنزل بالتحرك والانكسار، مما يرعب بيتر، ويبدو لوهلة أن آني قد تملكتها روح تشارلي إلى أن يصب عليها ستيف الماء. تشك آني في أن روح تشارلي قد أصبحت خبيثة. وتلقي كراسة رسم تشارلي في المدفأة لكن كمها يبدأ أيضًا في الاحتراق من تلقاء نفسه فتخرج الكراسة من النار وتتوجه إلى جوان طابلة النُصح لكن جوان ليست في شقتها. وتلاحظ آني أن حصيرة الترحيب على باب شقة جوان يشبه تصميمها الأعمال اليدوية التي كانت تقوم بها والدتها الراحلة إيلين. ويُكشف أيضًا أن الطقوس المقامة داخل شقة جوان تتضمن صورًا لبيتر.
تبحث آني في ممتلكات والدتها وتجد ألبوم صور في عدة صور تجمع جوان وإلين، وفيه كتاب يصف ديمون يُدعى بايمون يرغب في سكن جسد مضيفٍ ذكر. وتجد آني جثة إيلين في العلية والرأس مبتور وتلاحظ وجود رموز غامضة على الحائط مكتوبة بالدم. في المدرسة، تجعل روح تشارلي بيتر يضرب رأسه على مكتبه كاسرًا أنفه ويُؤخذ إلى المنزل. تُري آني جثة والدتها لستيف وكتيبَ الرسم وتتوسله  أن يحرق الكتيب حتى تتمكن هي من التضحية بنفسها لوقف التعذيب لكنه يظن أنها قد جُنَّت ويتهمها بأنها هي من قام بتدنيس قبر إيلين. تلقي آني يائسةً الكتيب في المدفأة فتشتعل النيرانفي ستيف الذي يموت حرقًا وتتملك روحٌ جسد آني.
يستيقظ بيتر ليتفاجأ بجثة والده. وتطارده آني إلى العلية. وتقطع الأخيرة رأسها ببطئ مستخدمة سلك بيانو بينما يرتقي جسدُها في الهواء وتراقبها مجموعةٌ ظهرت من ناس عراة مبتسمين ينتمون إلى جماعة جوان. يقفز بيتر المذعور من النافذة ويسقط سقطة مدوية وبينما هو مستلقٍ على الأرض تدخل في جسده هالة ضوء فيستيقظ فورًا ويلحق جثةَ آني التي تحلق باتجاه منزل الشجرة الخاص بتشارلي وهناك قج وُضع رأس تشارلي المبتور فوق مانيكان ووُضع عليه تاج. وعند دخول بيتر تنحني له جوان وبقية أعضاء الجماعة وجثث أمه وجدته مبتورتا الرأس. وتخاطبه جوان باسم تشارلي وتقسم له الولاء باسم بايمون مشيرة إلى أنه قد تحرر من مضيفته الأثنى وأنه الآن أخيرًا حرٌ ليحكم.

## طاقم التمثيل

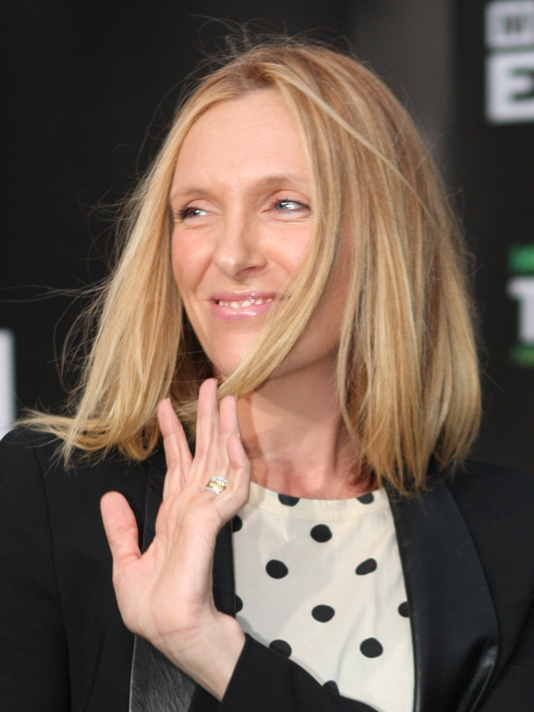
لعبت توني كوليت دور الأم آني غراهام.

- توني كوليت في دور آني غراهام وهي فنانة تصوير مصغر.
- غابريل بيرن ف دور ستيف غراهام وهو طبيب نفسي وزوج آني.
- أليكس وولف في دور بيتر غراهام وهو ابن آني وستيف ذو الـ16 عامًا.
- ميلي شابيرو في دور تشارلي غراهام وهي ابنة آني وستيف ذات الـ13 ربيعًا.
- آن دود في دور جوان وهي عضوة مجموعة دعم تُصادق آني.
- مالوري بيتشل في دور بريدجيت وهي مراهقة تدرس مع بيتر يكن لها مشاعر.

كما لمخرج الفيلم آري أستر ظهورُ كاميو صوتي في دور رب عمل آني حيث يتصل بها ليعزيها عقب وفاة ابنتها.
وتظهر كاثلين شالفانت في دور إيلين تابر لي وهي والدة آني. وقد وصفها أستر بأنها «ألطف إنسان في العالم.»

## الإنتاج

### التطوير
استهلَّ الكاتب والمخرج آري أستر مشواره في صناعة الأفلام عندما كان طالبًا في معهد الفيلم الأمريكي. كان كاتبَ السيناريو والمخرجَ لفيلمين قصيرين جريئين هما «الشيء الغريب حول عائلة جونسون» و«مانشاوزن» اللذان جعلاه محط أنظار إيه 24. عرض أستر في البداية فكرة فيلم وراثي على أنه فيلمُ مأساة عائلية حارصًا على عدم وصفه بفيلم الرعب بشكل صريح. كونَه أحدَ كبارِ المعجبين بالدراما العائلية، أدرج أستر مواضيع من هذا النوع الفني في نصه، متصورًا فيلمًا تنبني أسسه على دينامية الأسرة والصدمات النفسية والحزن والأسى. وحدَّد أستر كاري والطباخ واللص وزوجته وعشيقها وطفل روزماري من بين الأعمال التي كان لها التأثير الكبير على وراثي. وقد فسر المخرج الفيلم على أنه نصفان «لا مجال لفصلهما عن بعضهما البعض»: «يبدأ الفيلم كمأساة عائلية ثم يستمر على ذلك لكنه يتحول تدريجياً إلى كابوس معتم.»
يعكس السيناريو حادثة مأساوية واقعية حدثت في ماريتا في جورجيا في الولايات المتحدة عامَ 2004 حيث تسبب رجلٌ اسمه جون كيمبر هاتشرسون عن غير قصد بقطع رأس صديقه فرانكي بروم الذي ارتطم رأسه بعمود هاتف بعدما أخرجه من نافذة الشاحنة لتخفيف أعراض سُكْره. ثم عاد هاتشرسن إلى المنزل ونام وجثةُ بروم مقطوعة الرأس لا تزال في السيارة، حتى لاحظها أحد المارة والذي كان يتمشى مع طفله، وهي لا تزال في الشاحنة في صباح اليوم التالي وقام بإبلاغ السلطات.

### تجارب الأداء
كانت توني كوليت واحدة من أوائل الممثلات التي قصَدَهن أستر من أجل لعب دور آني غراهام الفنانة والأم الحاكمة في عائلة غراهام. وعلى الرغم من أن كوليت كانت مترردة في البداية لأنها لم تكن تريد العمل على فيلم رعب، إلا أن أسلوب تعامل السيناريو المتوازن والمعقول مع طبيعة أفلام الرعب أقنعها بقبول المشروع: «هو [أستر] فهم دينامية الأسرة. إنه يفهم ما يعنيه أن تكون إنسانًا وما يعنيه أن تفقد شخصًا.»
وافق غابريل بيرن على لعب دور الأب ستيف. واختير أليكس وولف، الذي سبق له أن مثَّل مع بيرن في برنامج إتش بي أو في المعالجة، لِلَعب دور بيتر ابنِ عائلة غراهام. حصلت ممثلة مسرح برودواي ذات الأربعة عشر ربيعًا والحائزة على جائزة توني الشرفية لأدائها في مسرح ماتيلدا ذا ميوزكل، ميلي شابيرو، على دور الابنة تشارلي في أول أداء سينمائي في مسيرتها. شعر أستر بالارتياح على الفور بعد مشاهدته لتجربة أداء الصغيرة شابيرو «لأنني كنت أعلم جيدًا أن نسبة احتمال أن أجد شخصًا مناسبًا [للدور] كانت ضئيلة»، وذلك بعد أن جعل شخصية تشارلي في النص الأكثر غموضًا من بين الشخصيات. تلعب آن دود دور الأم الثكلى جوان ، التي تُري آني قدرتها على استحضار الموتى.

### التصوير
بدأ تصوير الفيلم في فبراير 2017 في ولاية يوتا. صُوِّر المحيط الخارجي لمنزل عائلة غراهام ومنزل الشجرة في مقاطعة سوميت التابعة ليوتا بينما صُوِّر مشهد المقبرة في حدائق لاركين سان سيت في ساندي. صُوِّرت مشاهد المدرسة في ثانوية وسيت ويوتا ستيت فيربارك، لكن جميع الديكورات الداخلية الأخرى (بما في ذلك كلتا نسختي منزل الشجرة) بُنيت من نقطة الصفر على مسرح صوتي. وبما أن كل الغرف بنيت على مسرح، سمح ذلك بإزالة الجدران لتصوير مشاهد على مسافة أطول بكثير مما كان ليسمح به مكان عملي، ما نتج عنه أسلوب منزل الدمية الطاغي على الفيلم.
قال أستر أنه أثناء التصوير «أخبرني أليكس وولف أن لا أقول اسم مسرحية وليم شكسبير الاسكتلندية بصوت عالٍ بسبب أسطورة من أساطير المسرح. قلتُ الاسم متعجرفًا فانفجر أحد أضوائنا أثناء تصوير المشهد التالي.»

## الإصدار

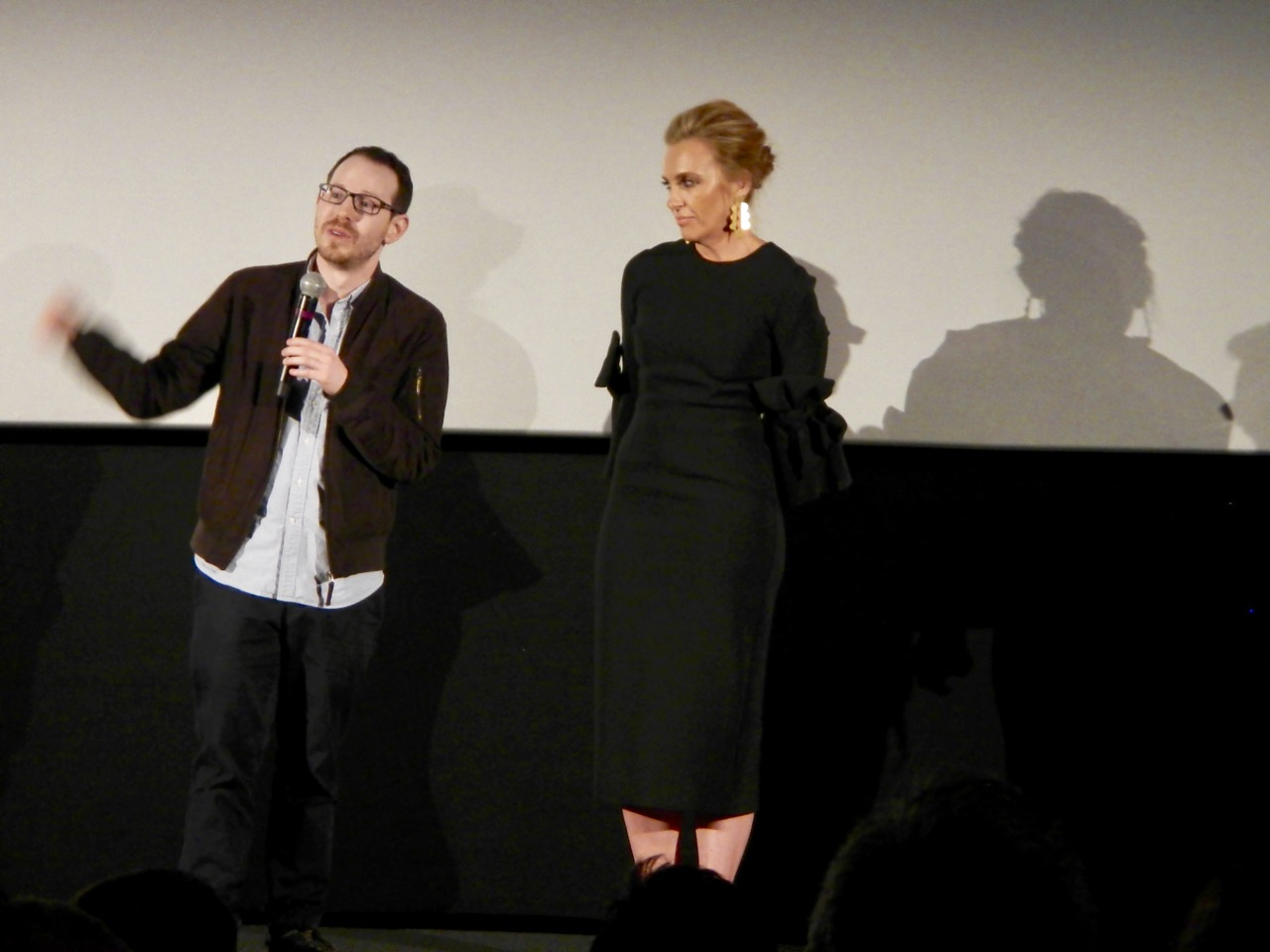
المخرج أستر وكوليت في نسخة 2018 من مهرجان صندانس في المملكة المتحدة.

عُرض وراثي لأول مرة في مهرجان صاندانس السينمائي في 21 يناير 2018. صدر عرض الفيلم الترويجي في 30 يناير 2018. في يوم أنزاك في 2018، بُثَّ عرض الفيلم الترويجي قبل الفيلم العائلي الأرنب بيتر ذي تقييم بي جي  في سينما في إينالو في أستراليا الغربية. وبحسب تقرير لصحيفة سيدني مورنينغ هيرالد فإنه لم يكن من المقصود أن يُعرض العرض الترويجي لفيلم الرعب أمام جمهورٍ من العائلات وخَلَق ذلك حالة ذعر صغيرة في المسرح الذي كان ممتلئًا بالعائلات بما فيها «40 طفلًا على الأقل».
أصدرت إيه 24 الفيلم في الولايات المتحدة في 8 يونيو 2018، وأصدرته في المملكة المتحدة إنترتينمنت فيلم ديستربيوترز في 15 يوينو 2018.

## ردود الفعل

### شباك التذاكر
بلغ إجمالي أرباح الفيلم حوالي 44.1 مليون دولار في الولايات المتحدة وكندا و36.2 مليون في الدول الأخرى ليصل مجموع الأرباح على مستوى العالم 80.2 مليون دولار وذلك مقابل ميزانية إنتاج قدرها 10 مليون دولار.
في الولايات المتحدة وكندا، صدر وراثي رفقةَ أوشنس 8 وفندق أرتيميس وكان من المتوقع أن يصل إجمالي أرباحه في عطلة نهاية الأسبوع الافتتاحية من 5 إلى 9 ملايين دولار، على غرار أفلام رعب إيه 24 السابقة الساحرة (8.8 مليون دولار في عام 2016) ويأتي في الليل (6 ملايين دولار في عام 2017). كما كان الإصدارَ ذا النطاق الأوسع من بين جميع أفلام إيه 24 بمجموع 2،964 مسرحًا عُرض فيها، متفوقًا على المسارح الـ2،553 التي عرض فيها يأتي في الليل. بعد وصول أرباحه في اليوم الأول عقب إصداره إلى 5.2 مليون دولار، بما فيها 1.3 مليون دولار من عروض ليلة الخميس الترويجية، ارتفعت التقديرات حول إجمالي الأرباح خلال عطلة نهاية الأسبوع إلى 12 مليون دولار. ووصل المبلغ في النهاية إلى 13.6 مليون دولار، واضعًا الفيلم في المركز الرابع في شباك التذاكر ، خلف أوشنس 8 وسولو: قصة من حرب النجوم وديدبول 2، وكان الافتتاحَ الأكثر نجاحًا على الإطلاق لعملٍ من إصدار إيه 24. في عطلة نهاية الأسبوع الثانية، انخفضت أرباح الفيلم بنسبةٍ لم تتعد 49.5٪ إلى 6.9 مليون دولار (حيث تشهد أغلب أفلام الرعب في أسبوعها الثاني سقوطًا بنسبة 60-70٪)، وتراجع إلى المركز السادس. بحلول 29 يوليو 2018، كان الفيلم قد حقق 80 مليون دولار في جميع أنحاء العالم، متجاوزًا ليدي بيرد (78.5 مليون دولار) ليصبح فيلم إيه 24 الأعلى ربحًا على مستوى العالم.

### النقد
حصل الفيلم على موقع الطماطم الفاسدة على تقييمِ موافقة بنسبة 89٪ بناءً على 368 مراجعة، وتقييمًا متوسطًا قدره 8.28 / 10. ويقول بيان إجماع الموقع النقدي حول الفيلم «يستخدم وراثي نظامه الكلاسيكي كإطار عمل لفيلم رعب مروع ومقلقٍ بشكل غير مألوف وتلازمك لمسته الباردة بعد وقت طويل من انتهاء الفيلم.» حصل الفيلم في موقع ميتاكريتيك على متوسط مرجح قدره 87 من أصل 100، بناءً على آراء 49 ناقدًا، ويقابل تلك النتيجة في نظام الموقع تقييم «الإشادة الشاملة».
أعطى بيتر ترافرز من مجلة رولينغ ستون الفيلم تقييم 3.5 من أصل 4 نجوم ووصفه بأنه الفيلم الأكثر رعبًا لعام 2018، قائلاً «كوليت، التي تقدم الأداء الأبرز في حياتها المهنية، هي من تجعلنا نعيش داخل مأساة آني وتهشم ما تبقى من أعصابنا. إن أداءها القوي مترعٌ بالتهديدات التي ستسهرك الليالي بلا شك. لكن أولاً، سوف تصرخ حتى يُبَحَّ صوتك.» أعطى أ. أ. دود من إيه. في. كلوب الفيلم تقييمَ A− مشيرًا إلى أنه «في جديته وبراعة صنعه منقطعة النظير، ينتمي وراثي إلى سلالة نوع شامخة، إرثٌ يرقى إلى المقاييس الشاهقة للرعب الأمريكي، كلاسيكياتِ عصرِ الهيبة على غرار طارد الأرواح الشريرة وطفل روزماري. من اللافت للنظر أنه أول فيلم طويل للكاتب والمخرج آري أستر، الذي كانت جميع أفلامه القصيرة الناجحة والمزعجة تؤدي، مثل نفقٍ إلى العالم السفلي، إلى هذه الرؤية القاتمة.» أعطت كومون سينس ميديا الفيلم أربعة نجوم من أصل خمسة وشددت على أنه غير مناسب للمشاهدين الذين تقل أعمارهم عن 17 عامًا.

### آراء الجمهور
قيَّمت الجماهير التي استطلعت آراءَها سينماسكور الفيلمَ بدرجة "D +" المتوسطة على مقياس من A + إلى F. وعلق بعض المنشورات على التباين الواضح بين تقييم النقاد وآراء الجماهير وقارنت التباين الحاصل بالذي جرى في أفلام قيادة والساحرة وأم! ويأتي في الليل التي نالت جميعًا استحسان النقاد لكنها لم تعجب رواد السينما.

### الجوائز
| السنة | المنظمات                                             | الفئة                                   | المرشح                                          | النتيجة   |
| ----- | ---------------------------------------------------- | --------------------------------------- | ----------------------------------------------- | --------- |
| 2019  | جوائز الأكاديمية الأسترالية لفنون السينما والتلفزيون | أفضل ممثلة                              | توني كوليت                                      | رُشحت      |
| 2019  | تحالف النساء الصحافيات السينمائيات                   | أجرأ أداء                               | توني كويليت                                     | رُشحت      |
| 2018  | جمعية بوسطن لنقاد السينما                            | أفضل صانع أفلام صاعد                    | آري أستر                                        | حلَّ وصيفًا  |
| 2018  | جمعية شيكاغو لنقاد السينما                           | أفضل ممثلة                              | توني كوليت                                      | فازت      |
| 2018  | جمعية شيكاغو لنقاد السينما                           | أفضل فيلم                               | وراثي                                           | رُشح       |
| 2018  | جمعية شيكاغو لنقاد السينما                           | أفضل صانع أفلام واعد                    | آري أستر                                        | فاز       |
| 2019  | جائزة اختيار النقاد للأفلام                          | أفضل ممثلة                              | توني كوليت                                      | رُشحت      |
| 2019  | جائزة اختيار النقاد للأفلام                          | أفضل فيلم من نوع الخيال العلمي أو الرعب | وراثي                                           | رُشح       |
| 2018  | جمعية ديترويت لنقاد السينما                          | أفضل ممثلة                              | توني كوليت                                      | فازت      |
| 2019  | جوائز منشار فانجوريا                                 | أفضل إصدار على نطاق واسع                | وراثي                                           | فاز       |
| 2019  | جوائز منشار فانجوريا                                 | أفضل مخرج                               | آري أستر                                        | فاز       |
| 2019  | جوائز منشار فانجوريا                                 | أفضل ممثلة                              | توني كوليت                                      | فازت      |
| 2019  | جوائز منشار فانجوريا                                 | أفضل ممثل مساعدة                        | أليكس وولف                                      | فاز       |
| 2019  | جوائز منشار فانجوريا                                 | أفضل ممثلة مساعدة                       | ميلي شابيرو                                     | رُشحت      |
| 2019  | جوائز منشار فانجوريا                                 | أفضل سيناريو                            | آري أستر                                        | فاز       |
| 2019  | جوائز منشار فانجوريا                                 | أفضل موسيقى تصويرية                     | كولين ستيتسون                                   | رُشح       |
| 2019  | جوائز منشار فانجوريا                                 | أفضل مشهد قتل                           | "تشارلي تلتقي بعمود الهاتف"                     | فاز       |
| 2018  | جوائز العرض الدعائي الذهبي                           | أفضل فيلم رعب                           | وراثي                                           | رُشح       |
| 2018  | جوائز العرض الدعائي الذهبي                           | أكثر فيلم تروجي أصالة                   | وراثي                                           | رُشح       |
| 2018  | جوائز غوثام                                          | أفضل ممثلة                              | توني كوليت                                      | فازت      |
| 2018  | جوائز غوثام                                          | أفضل مخرج صاعد                          | آري أستر                                        | رُشح       |
| 2018  | جوائز غوثام                                          | جائزة الجمهور                           | رواثي                                           | رُشح       |
| 2019  | جوائز الروح المستقلة                                 | أفضل ممثلة في دور بطلة القصة            | توني كوليت                                      | رُشحت      |
| 2019  | جوائز الروح المستقلة                                 | أفضل أداء لجديد على الأفلام الطويلة     | آري أستر، كيفين فريكس، لارس كنودسن وبادي باتريك | رُشحوا     |
| 2018  | جمعية نقاد السينما في لوس أنجلوس                     | أفضل ممثلة                              | توني كوليت                                      | حلَّت وصيفة |
| 2018  | المهرجان الدولي للسينما العجائبية في نوشاتيل         | جائزة نارسيس لأفضل فيلم طويل            | وراثي                                           | رُشح       |
| 2018  | جمعية سانت لويس لنقاد السينما                        | أفضل ممثلة                              | توني كوليت                                      | فازت      |
| 2018  | جمعية واشنطن العاصمة لنقاد السينما                   | أفضل ممثلة                              | توني كوليت                                      | رُشحت      |
| 2018  | جمعية واشنطن العاصمة لنقاد السينما                   | أفضل أداء لممثل صغير في السن            | ميلي شابيرو                                     | رُشحت      |

## وصلات خارجية
- مقالات تستعمل روابط فنية بلا صلة مع ويكي بيانات
- وراثي على موقع IMDb (الإنجليزية)
- وراثي على موقع Rotten Tomatoes (الإنجليزية)
- وراثي على موقعAllMovie (الإنجليزية)
- وراثي على موقعMetacritic (الإنجليزية)
- وراثي علي موقع Box Office Mojo  (الإنجليزية)

لا توجد روابط لمواقع التواصل الاجتماعي.